# Лъчение
Лъчението във физиката представлява пренос на енергия под различни форми: на вълна (например електромагнитна вълна), на частици (корпускули) (например алфа-частици), или и на двете едновременно (корпускулярно-вълнов дуализъм). Според енергията на лъчението и източника му то се дели на радиовълни, инфрачервено, видима светлина, ултравиолетово, лазерно излъчване (и други) или е резултат от ядрена реакция.
Енергията се разпространява по прави линии във всички посоки. Тя се изпуска от едно тяло и се поглъща от друго. Характерен пример е преносът на светлина от Слънцето през Космоса.

## Терминология
Думата радиация се използва в някои области като синоним на лъчение, но в българския език тя се възприема като само лъчение с висока енергия (йонизиращо лъчение). Например под слънчева радиация на български би се разбрала излъчената енергия във вид на електромагнитно лъчение и поток от йонизиращо лъчение.
Използва се и терминът „топлинно излъчване“, като този пренос на енергия може да се извърши по два начина: с предаване на кинетичната енергия от една движеща се частица (атом или молекула) на друга; или чрез излъчване на електромагнитни вълни в инфрачервената област на спектъра.